# Cotorra de l'illa de Maurici
La cotorra de l'illa de Maurici (Psittacula echo) és una espècie d'ocell de la família dels psitàcids que habita matolls i boscos de l'illa de Maurici, a l'Índic.